# Ponton (bâtiment de servitude)
Pour les articles homonymes, voir Ponton (homonymie).

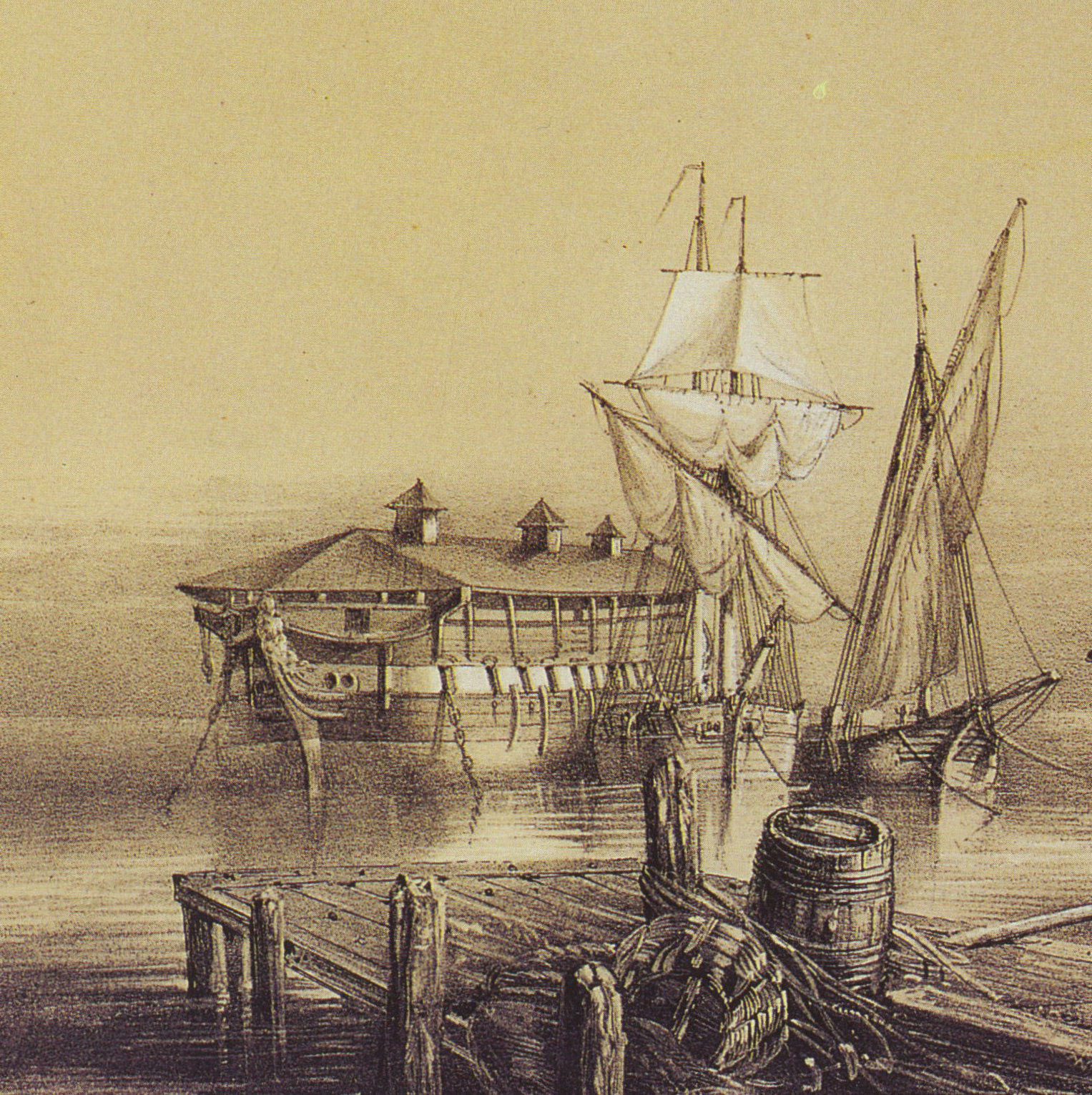
Un hulk amarré dans le port de Toulon

Un ponton consiste en un vieux navire immobilisé dans un port ou un fleuve, souvent rasé, et servant de dépôt de matériel, de caserne, de poste d'amarrage ou, autrefois de prison. Cette définition récente pour le « ponton », désignant ordinairement un quai, un pont flottant ou une barge, doit beaucoup aux prisons anglaises pendant les guerres napoléoniennes, établies dans de vieux vaisseaux au rebut démâtés appelés hulks, dont ce n'est par ailleurs pas le seul usage.

## Les hulks anglais
Un hulk est un navire à flot, mais incapable de naviguer.
Le terme anglais hulk est parfois aussi utilisé pour décrire un navire qui a été mis à l'eau mais n'a pas été achevé; mais un hulk désigne le plus souvent un vieux navire dont le gréement ou l'équipement interne ont été retirés, ne conservant que ses qualités de flottabilité. Utilisé comme verbe, un navire est « hulked » pour dire converti en hulk. Le verbe a également été appliqué aux équipages des navires de la Royal Navy à quai, envoyés sur les receiving ship (pour y être hébergés, ou « hulked »). Les hulks ont diverses utilisations anciennes, telles que lazaret, stockage de poudre (powder hulk), pontons à mâter (sheer hulk), logement, prison (prison ships que l'on appellera « ponton » en France), stockage de marchandises; et plus récentes pontons de récupération, lieu de jeux, de formation navale, etc.
Bien que le terme anglais hulk puisse être utilisé pour désigner une épave ou une coque abandonnée, il est beaucoup plus communément appliqué aux coques qui remplissent encore une fonction utile. À l'époque de la marine à voile, de nombreuses coques servaient de hulk plus longtemps que de navires fonctionnels. Les bateaux en bois étaient souvent transformés en hulk (hulked) lorsque la structure de la coque était devenue trop vieille et trop faible pour supporter les contraintes mécaniques de la navigation.
Plus récemment, des navires ont été transformés en hulk (hulked) lorsqu'ils sont devenus obsolètes ou lorsqu'ils ont perdu leur rentabilité.

## Le ponton français
Au XIXe siècle, le « ponton » dans les ports désigne en français deux types d'embarcations.
Le ponton, proprement dit, est un gros bâtiment carré à fond plat, espèce d'énorme coffre fortement construit, élevé sur l'eau, quelquefois portant un robuste mât, presque toujours un, deux, ou quatre puissants cabestans. Son pont est percé de plusieurs écoutilles pour la communication avec l'intérieur et pour les dispositions de certains apparaux. Les pontons sont multipliés dans les grands ports, où ils rendent d'importants services; mouillés dans les endroits les plus profonds, retenus par quatre fortes chaînes, défiant ainsi la force des courants et la violence du vent, ils deviennent des quais flottants le long desquels les plus gros vaisseaux s'amarrent avec sécurité, et où ils reçoivent, au besoin, toutes sortes de réparations ; ils y abattent en carène et y complètent leur armement.
En 1835, les pontons tels que décrits précédemment sont rares, parce qu'on préfère à cet usage de vieux vaisseaux cassés, incapables de tout autre service, réduits à la condition de pontons en les démembrant dans leurs œuvres hautes, en rasant leurs batteries ; en sorte qu'il ne reste plus du vaisseau que le fond et les préceintes. D'où les expressions « vieux comme un ponton », « rasé comme un ponton ».
C'est la même opération qui produit les vaisseaux rasés, inaugurés par la marine anglaise ; des vaisseaux à ponts en rasant le pont supérieur sont transformés en vaisseau à deux batteries, des vaisseaux à ponts en frégate, et des frégates ou grande corvette en ponton, etc. Les « réserves » un peu plus hautes que les pontons, sont las mêmes vieux bateaux dont les gaillards ont été rasés et qui sont employés dans un port comme magasin, amarrés en couple avec un vaisseau qui arme/désarme ou repasse son gréement.
Le terme « ponton » a pris une signification particulière de prison depuis les prison-ships anglais pendant les guerres napoléoniennes. Le mot est devenu synonyme de système carcéral inhumain. L'ouvrage de Ambroise Louis Garneray, Mes Pontons a beaucoup contribué à cette image. Toutefois, il semblerait que les prisons-pontons n'étaient pas une exclusivité anglaise
Ce n’est qu’en 1835, que le Dictionnaire de l'Académie française introduira une définition supplémentaire du mot ponton : « Vieux vaisseaux rasés, qui servent à plusieurs usages dans les ports. On renferma les prisonniers dans un ponton » ; précédemment, en termes de Marine, dans le même dictionnaire de 1798, le ponton ne désignait qu'une barque plate portant un mât, et qui servait « au radoub des vaisseaux, à élever de l'artillerie, et à nettoyer des ports ».

## Ponton mâture
Le ponton-mâture appelé aussi ponton-bigue (en anglais sheer hulk ou shear hulk) désigne un ponton très robuste, portant deux bigues, ou l'appareil servant à mâter et à démâter les navires.
Dans la marine à voile, la machine à mâter était habituellement fixe et à quai, et servait à placer les bas-mâts (la partie basse des mâts de beaupré, le mât de misaine, le grand mât, le mât d'artimon qui étaient d'assemblage) des navires en construction ou en réparation. Dans les ports anglais et à Rochefort, la machine était placée sur un navire rasé. Ces bas-mâts étaient des bois d'un seul brin parmi les bois les plus massifs à bord d'un navire, et il était extrêmement difficile de les ériger sans l'aide d'une machine.
Le concept de sheer hulks a été inventé par la Royal Navy dans les années 1690 et a persisté en Grande-Bretagne jusqu'au début du XIXe siècle. La plupart des pontons étaient des navires de guerre déclassés; Le Chatham, construit en 1694, est le premier des trois seuls navires construits à cet effet. Au cours des années 1700, il y avait au moins six sheer hulks en service en Grande-Bretagne. Le concept se répandit en France dans les années 1740 avec la mise en service de machine à mâter à l'arsenal de Rochefort.

En 1807, la Royal Navy avait normalisé le nombre d'équipages des hulks pour inclure un capitaine de bateau, un second et six marins, un nombre plus important ne prenant place à bord que lorsque les voiles étaient utilisées. 
|                                                        |
| Une rangée de Prison Hulks dans le port de Portsmouth. |

|                                   |
| Port de Portsmouth - Prison Hulks |

|                                                         |
| Une flotte de navires et de hulks au port de Portsmouth |

|                           |
| Machine à mâter flottante |

|                                                                  |
| Modèle réduit de la machine à mâter flottante du port de Toulon. |

Une machine à mâter établie sur un navire rasé est décrite dans l'ouvrage de Charles Romme, Description de l'art de la mâture de 1778.

## Ponton d'hébergement

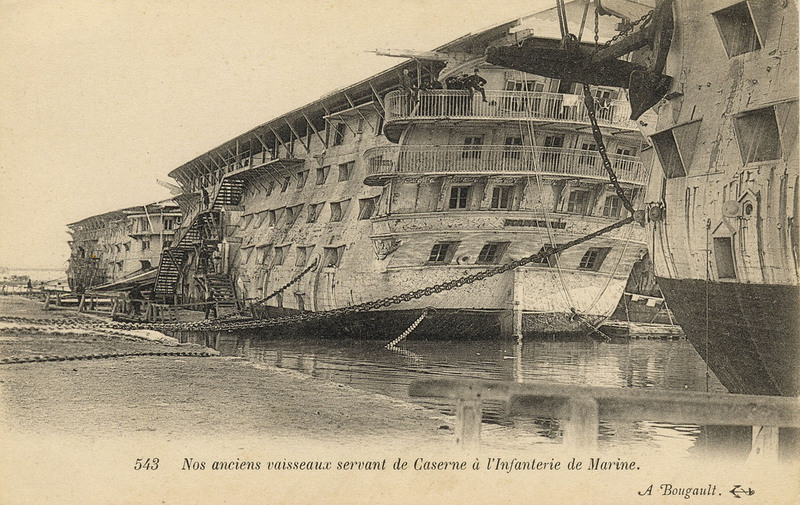
Alexandre Bougault. Navire français Mars (ex-Sceptre, ex-Masséna), Souverain et Eylau, caserne à l'infanterie de marine. Toulon

Un ponton d'hébergement (accommodation hulk) est un ponton utilisé comme logement, généralement lorsqu'il n'y a pas assez de quartiers disponibles à terre. Un navire opérationnel peut être utilisé pour l'hébergement, mais un ponton peut accueillir plus de personnel que la même coque ne le ferait comme navire fonctionnel. Pour ce rôle, le ponton est souvent largement modifié pour améliorer les conditions de vie.Les pontons-prison sont des types spécialisés de pontons d’hébergement. Pendant la Seconde Guerre mondiale, des casernes-navires construites à cet effet ont été utilisées.

### Ponton-caserne

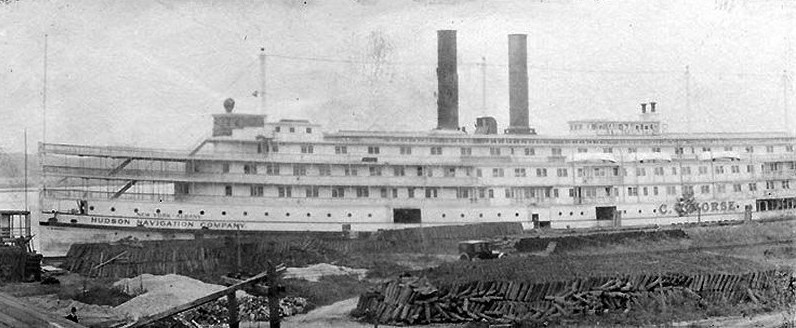
Le navire américain récepteur cours de la Première Guerre mondiale

Un bâtiment récepteur (Receiving hulk) est un navire utilisé dans le port pour accueillir les marins récemment recrutés avant leur affectation à un équipage.
Dans la Royal Navy, le recours à l’impressment pour recruter les marins posait le problème suivant: empêcher les « recrues » réticentes de s’échapper. Le navire receveur faisait partie de la solution; il était difficile de descendre du navire sans être détecté et la plupart des marins de l'époque ne savaient pas nager.
Les navires récepteurs étaient généralement des navires plus anciens qui pouvaient toujours rester à flot, mais étaient obsolètes ou n'étaient plus en état de naviguer. Cette pratique était particulièrement répandue à l’époque des navires en bois, car les anciennes coques restaient à flot pendant de nombreuses années dans des eaux relativement calmes après qu’elles soient devenues trop faibles pour résister aux rigueurs de l’océan[réf. nécessaire].
Les navires récepteurs ont souvent servi d'hôpitaux flottants, beaucoup d'entre eux étant affectés à des endroits sans hôpital de terre. Souvent, le chirurgien à flot prenait place sur le navire receveur. [réf. nécessaire]

### Ponton-prison

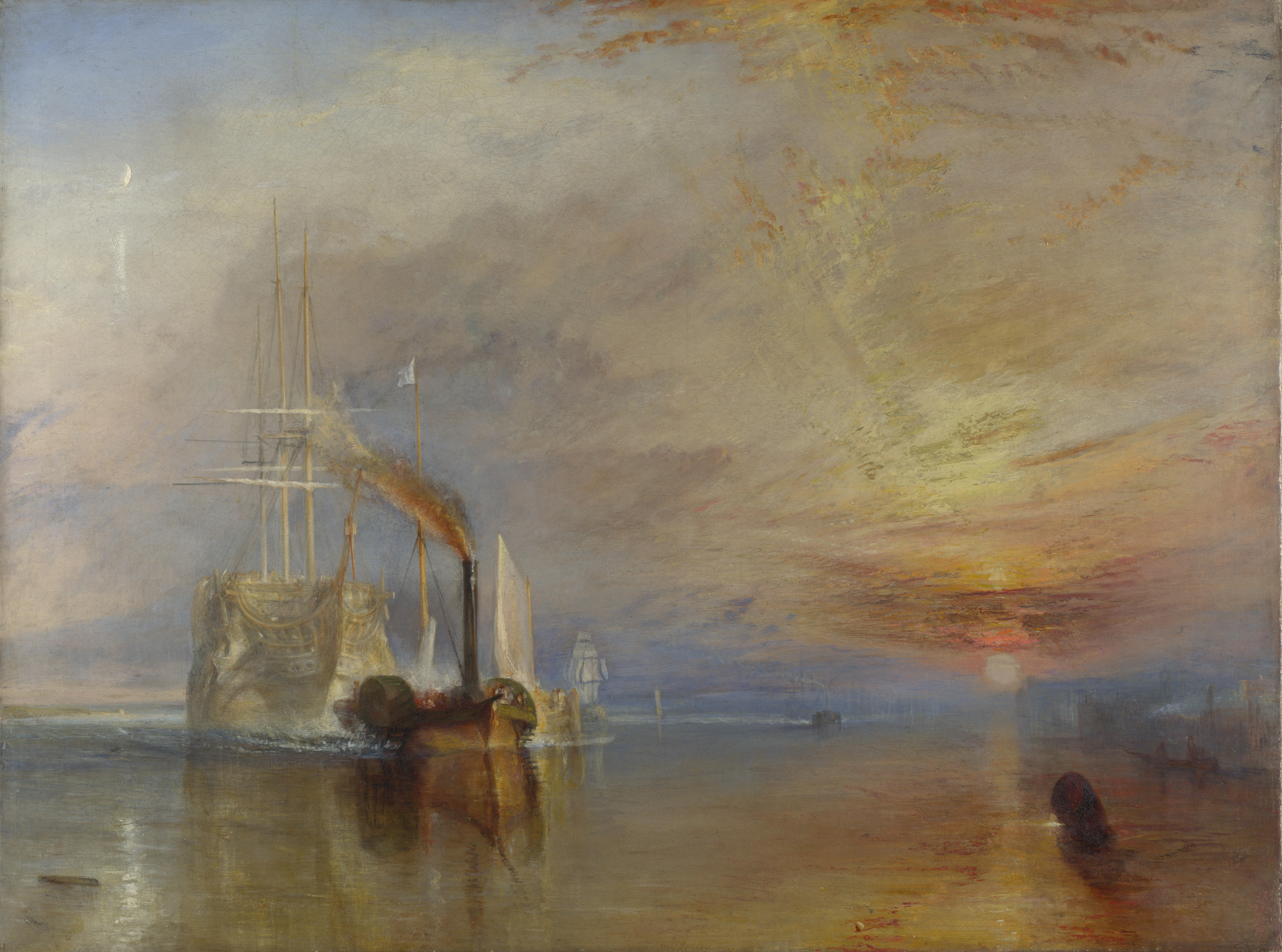
Le Dernier Voyage du Téméraire par William Turner (1838). Ses jours de combat derrière lui, le a servi de prison, de navire d'hébergement, de dépôt de ravitaillement et enfin de navire de garde avant d’être déclassé et vendu aux démolisseurs.

Les pontons prison (prison hulk) ont été largement utilisés en Grande-Bretagne; la Royal Navy produisant de manière constante des navires trop usés pour être utilisés au combat, mais toujours à flot. L'utilisation généralisée des pontons-prisons résultait du grand nombre de marins français capturés pendant la guerre de Sept Ans et la pratique se poursuivra tout au long des guerres napoléonienne et révolutionnaire française un demi-siècle plus tard. En 1814, il y avait dix-huit centres de détention en activité à Portsmouth, seize à Plymouth et dix à Chatham.
Les pontons-prison étaient également pratiques pour la détention de prisonniers civils, usage qui a commencé en Grande-Bretagne en 1776, lorsque la révolution américaine a empêché l'envoi des condamnés en Amérique du Nord. En place, un nombre de plus en plus grand de condamnés britanniques ont été détenus à bord de pontons dans les principaux ports de mer et ils étaient débarqués à la tombée de la nuit pour effectuer des travaux manuels comme le dragage des ports. À partir de 1786 des pontons prison ont été également utilisés comme cachots temporaires pour les condamnés à déportés pénaux vers l'Australie .

## Ponton à poudre
Un ponton à poudre (powder hulk) était utilisé pour stocker de la poudre à canon. Le ponton était un entrepôt flottant qui pouvait être déplacé au besoin pour simplifier le transfert de la poudre à canon aux navires de guerre. Son emplacement, loin de la terre, également réduisait les risques de dégâts possibles par explosion.

## Ponton de sauvetage

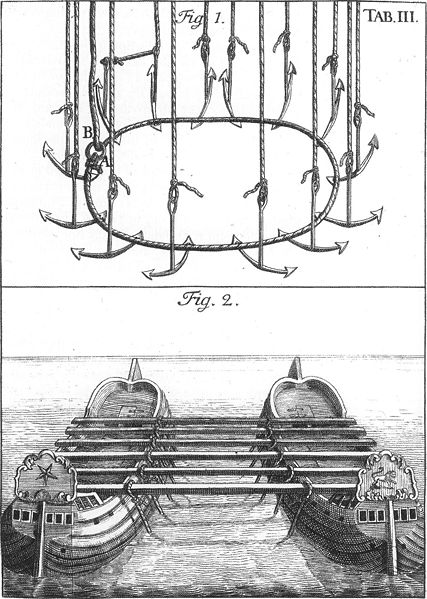
Illustration d'un traité sur le sauvetage de 1734, montrant la méthode traditionnelle consistant à soulever une épave à l'aide d'ancres et de pontons

Les pontons ont été utilisés par paires lors des opérations de sauvetage. En passant de lourds câbles sous une épave et en les reliant à deux pontons, une épave pouvait être soulevée en utilisant la force de levage des marées, ou en modifiant la flottabilité des pontons.

## Ponton charbonnier
Le service de charbonnier était généralement, mais pas toujours, la dernière destination des navires.
William L. Carothers écrivait à propos du destin des clippers rapides et élégants : « les clippers fonctionnaient bien comme barges ; leurs flancs affinés offraient peu de résistance en remorquage. La dégradation ultime attendait les barges. Il n'y avait pas moyen de monter, seulement de descendre dans la catégorie des charbonniers (…) Avec des fonds solides(…) ils pouvaient supporter le poids considérable du charbon en vrac qui remplissait leurs cales. C'était une fin sale, désordonnée et sans glamour pour tout navire qui avait vu les jours de gloire. »

« Clippers functioned well as barges; their fine ends made for little resistance when under tow ... The ultimate degradation awaited a barge. There was no way up, only down-- down to the category of coal hulks (…) Having strong solid bottoms (…) they could handle the great weight of bulk coal which filled their holds. It was a grimy, untidy, unglamorous end for any vessel which had seen the glory days. »

La célèbre clipper Red Jacket, termina ses jours comme charbonnier dans les îles du Cap-Vert.
« Un à un, ces anciens champions des mers ont disparu. LeYoung America a été vu pour la dernière fois abandonné au large de Gibraltar comme hulk charbonnier ; et ce superbe vieux coureur des mers, le Flying Cloud a subi une fin similaire. Il n’a pas été épargné de l’humiliation de montrer sa fin tragique aux yeux de ses anciens rivaux envieux, mais a été condamné à finir ses jours comme chaland à New Haven, tirant vers le haut du Sound son chargement de briques et de béton, bloqué derrière un remorqueur parvenu. De temps en temps, comme pour souligner son importance nouvellement acquise, le remorqueur enveloppait la beauté d'autrefois dans un nuage de fumée sale. Imaginez les sentiments d'un ex-caphornier devant un tel spectacle. Il aurait dû y avoir une "Société pour la prévention de la cruauté envers les vieux clippers". Tous ceux qui connaissent les navires savent qu'ils ont les mêmes sentiments que nous. »

« One by one these old Champions of the Seas disappeared. The Young America was last seen lying off Gibraltar as a coal hulk; and that superb old greyhound of the ocean, the Flying Cloud suffered a similar ignominious ending. She was not even spared the humiliation of concealing her tragic end from the eyes of her former envious rivals, but was condemned to end her days as a New Haven scow towed up the Sound with a load of brick and concrete behind a stuck up parvenu tug. Ever and anon as if to emphasize her newly acquired importance, the tug would bury the old-time square-rigged beauty in a cloud of filthy smoke. Imagine the feelings of an ex-Cape Horner under such conditions! There should have been a Society for the Prevention of Cruelty to Old Clippers. Everybody who knows anything about ships, knows that they have feelings just the same as anybody else. »

— Henry Collins Brown, (1919), The Clipper Ships of Old New York, Valentine's Manual of Old New York, Issue 3, p. 94-95

## Ponton à l'époque moderne
Plusieurs des plus grands anciens pétroliers ont été convertis en unités de Unité flottante de production, de stockage et de déchargement (FPSO), de très grands réservoirs de stockage d'hydrocarbures flottants. Le Knock Nevis, selon certaines mesures, le plus grand navire jamais construit, a servi à cela de 2004 à 2010. En 2009 et 2010, deux des quatre supertankers de la classe TI, puis les plus grands navires à flot, TI Asia et TI Africa, ont été convertis en FPSO.

## Autres services
Le hulking d'un navire peut ne pas être son utilisation finale. Le sabordage comme blockship (navire délibérément coulé), brise-lames, récif artificiel, ou site de plongée de loisir peut donner une nouvelle fonction au navire. Certains sont réutilisés, par exemple comme navire de jeu ; d'autres sont restaurés et réutilisés, comme bateau musée. Certains reviennent même réarmés.
Lorsque la goélette Johanna smith, une des deux seules goélettes à vapeur de la côte du Pacifique à être alimentées par des turbines à vapeur fut transformée en ponton (hulked) en 1928, elle fut amarrée à Long Beach, en Californie, et utilisée comme navire de jeu jusqu'à ce qu'un incendie de cause inconnue n'achève sa destruction.
Un navire sauvé de cette extrémité ignoble est la barque Polly Woodside, maintenant un navire musée situé à Melbourne, en Australie. Un autre exemple est la barque Jampes Craig, sauvée de Recherche Bay en Tasmanie, maintenant restaurée et naviguant régulièrement depuis Sydney, en Australie.